# Emil Erlenmeyer
Emil Erlenmeyer, właśc. Richard August Carl Emil Erlenmeyer (ur. 28 czerwca 1825 w Taunusstein, zm. 22 stycznia 1909 w Aschaffenburgu) – niemiecki chemik i farmaceuta.

## Życiorys
Studiował na Uniwersytecie w Gießen u Justusa von Liebiga oraz na Uniwersytecie w Heidelbergu u Augusta von Kekulé, habilitował się w 1857, w 1863 został mianowany profesorem nadzwyczajnym. Współpracował z Robertem Bunsenem w dziedzinie badań nawozów. W latach 1868–1883 był profesorem w Monachijskiej Szkole Politechnicznej.
Jego prace badawcze obejmowały odkrycie i zsyntetyzowanie kilku związków organicznych (kwas 2-metylopropanowy, 1865), ale najbardziej jest znany z opracowania tzw. kolby stożkowej Erlenmeyera (erlenmajerka). W 1868 roku zsyntetyzował także guanidynę i podał jej poprawny wzór. Jest on również autorem syntezy tyrozyny. Erlenmeyer jest także twórcą powszechnie przyjętej teorii budowy naftalenu, jako związku złożonego z dwóch pierścieni benzenowych o dwóch wspólnych atomach węgla. Również on w 1880 roku opracował tzw. regułę Erlenmeyera, która jest podstawą wyjaśnienia zjawiska tautomerii keto-enolowej.
W 1883 roku zrezygnował z pracy naukowej z powodów zdrowotnych, zmarł 22 stycznia 1909 roku w Aschaffenburgu.

## Wybrane publikacje
- Lehrbuch der organischen Chemie, 1867 (razem z R. Meyerem, O. Hechtem, H. Goldschmidtem, K. v. Buschka)[1]
- Aufgabe des chemischen Unterrichts gegenüber Wissenschaft und Technik, 1871[1]
- Einfluß Liebig’s auf die Entwicklung der reinen Chemie, 1874[1]